# Bloody Lunatic Asylum
Bloody Lunatic Asylum je treći studijski album talijanskog black metal benda Theatres Des Vampires.

## Popis skladbi
1. "Preludium To Madness" - 02:31
2. "Till The Last Drop Of Blood" - 05:37
3. "Un Saison En Enfer" - 06:05
4. "Dances With Satan" - 05:12
5. "Lilith's Child" - 07:25
6. "Pale Religious Letchery" - 03:46
7. "Altar Of The Black Mass" - 08:17
8. "Lunatic Asylum" - 05:48
9. "Oath Of Supremacy" - 06:23
10. "Dominions" - 05:18
11. "Les Litanies De Satan" - 05:38